# HCG 87c
HCG 87c är en stavgalax på 400 miljoner ljusårs avstånd i stjärnbilden Stenbocken. Den är medlem i HCG 87.